# میخاو برایتن‌والد
میخاو برایتن‌والد (لهستانی: Michał Breitenwald؛ ‏ ۲۲ ژوئیه ۱۹۵۵) بازیگر اهل لهستان است.
از فیلم‌ها یا مجموعه‌های تلویزیونی که وی در آن‌ها نقش داشته‌است، می‌توان به دروازه اروپا، هانس کلوس، قماری بالاتر از زندگی، پیمان ورشو، عروس جنگ، ورای تخت جراحی، خانه، طایفه، کارآگاهان جنایی، ع چون عشق، امید، رنگ‌های خوشبختی، دوران افتخار، عشق اول، پدر متیو، قانون حقیقی، جادوگر، قضاوت درباره فراچیشکا کووسا، در خوشی و سختی، آوالون و پان تادئوش اشاره نمود.